# Pune Football Club
Maillots
Le Pune United Football Club (en marathi et en hindi : महिंद्रा यूनाइटेड फुटबॉल क्लब), plus couramment abrégé en Pune FC, est un ancien club indien de football fondé en 2007 et disparu en 2016, et basé dans la ville de Pune, dans l'état du Maharashtra.
A ne pas confondre avec l'autre club de football professionnel de la ville, le FC Pune City qui joue dans un championnat concurrent l'Indian Super League. 
Basé dans la seconde plus grande ville de son état après Bombay (dans le nord-ouest de l'Inde), le club entretient une rivalité avec les autres clubs de la région. Le moment fort de la saison est le "Maha Derby" (derby du Maharashtra) qui oppose le Pune FC et le Mumbai FC. Une très forte rivalité est aussi en train de naître entre Pune et le Kingfisher East Bengal, le club de Calcutta[pourquoi ?].

## Histoire
Le Pune FC a été créé en août 2007, et a obtenu sa place en première division indienne, la I-League, lors de la saison 2009-2010. Le club est réputé comme étant l'un des plus professionnels du pays et est également connu comme l'un des premiers clubs de football à ne pas suivre le format de football institutionnel vu jusqu'alors en I-League. 

### I-League 2nd Division2007-2009
Le Pune FC est l'un des plus jeunes clubs de la I-League, après avoir été créé en août 2007 par le Groupe Ashok Piramal. Le club joue ses matches à domicile, au Complexe sportif Shiv Chhatrapati Shree. Le club a été créé avec l'intention de mettre la ville de Pune sur la carte footballistique de l'Inde.
En 2008-2009, le Pune FC termine à la deuxième place de la I-League 2nd Division après avoir terminé troisième lors de la phase de poules, et accède pour la première fois de son histoire, à l'élite, la I-League.

### I-League, de 2009 à aujourd'hui
- La première saison en I-League, en 2009-2010, avec Derrick Pereira fraîchement nommé (premier entraîneur indien du club), se révèle une grande réussite, le club terminant à une belle troisième place, notamment grâce au joueur brésilien, Edmar Figueira, meilleur buteur du club avec 15 buts. Ce dernier a été récompensé à la suite de cette saison, du trophée du « Joueur de l'année », gagnant aussi le « Ballon d'Or indien 2010 » et le « But en Or 2010 » du plus beau but en I-League.

- Cependant, le deuxième exercice, 2010-2011, se verra plus compliqué, avec une seule victoire lors des onze premières rencontres. Heureusement, une fin de saison tonitruante sauvera les Red Lizards de la relégation et ils accrocheront finalement à la cinquième place. Mandjou Keita, ancien international espoir guinéen, sera le meilleur buteur sur la saison avec 11 buts. À noter qu'il réalisera le 30 janvier 2011, le premier hat-trick de l'histoire du club lors d'une victoire 4-0 contre le JCT FC.

- En 2011-2012, l'équipe réalise une bonne saison, terminant avec 46 points, soit 10 de plus que la saison précédente, mais paradoxalement le classement final restera le même, en l'occurrence une cinquième place. Le meilleur buteur du club sera l'ancien international espoir guinéen, Mandjou Keita avec 15 buts, tandis que l'Ivoirien Pierre Douhou sera nommé dans l'équipe de l'année.

## Stade

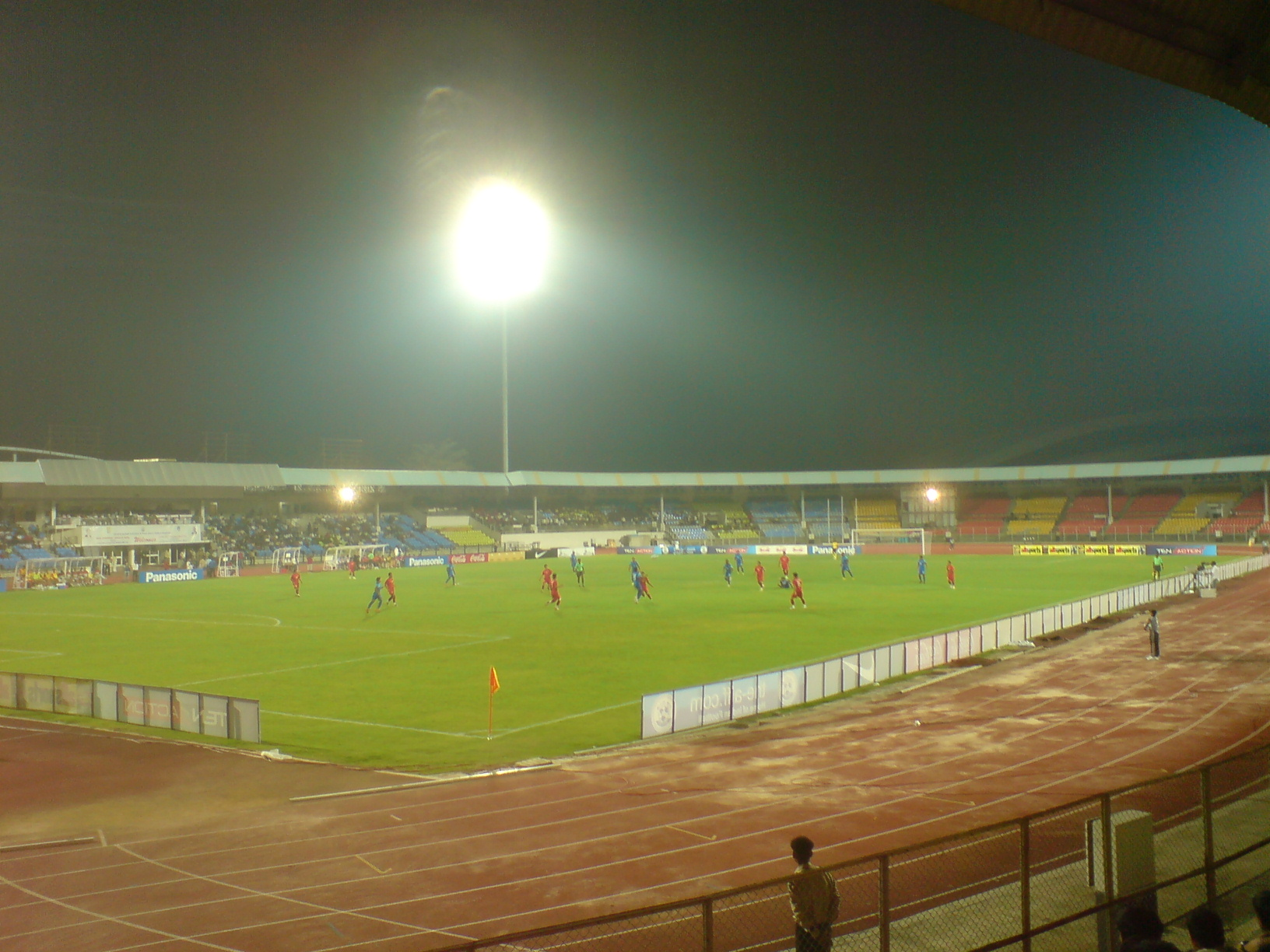
Le stade Balawedi en 2010, lors d'une rencontre entre l'Inde et le Vietnam.

Le Pune FC utilise le petit stade du complexe sportif Shree Shiv Chhatrapati. Ce stade qui peut également accueillir des compétitions d'athlétisme a une capacité de 20 000 places. Tous les matchs de I-League y sont programmées à 19h00, donc en nocturne. 

## Bilan sportif

### Palmarès
| Compétitions nationales                                                                                |
| --- |
| - Championnat d'Inde : - Vice-champion : 2012-13. - Championnat d'Inde D2 : - Vice-champion : 2008-09. |

### Bilan historique en championnat
|           | I | II | III | IV | V | Points | Journées | V  | N  | D | B.M. | B.P. | Diff. |
| 2008      |   | 2  |     |    |   | 7 pts  | 5        | 2  | 1  | 2 | 8    | 6    | +2    |
| 2009-2010 | 3 |    |     |    |   | 42 pts | 26       | 10 | 12 | 4 | 38   | 23   | +15   |
| 2010-2011 | 5 |    |     |    |   | 36 pts | 26       | 9  | 9  | 8 | 32   | 27   | +5    |
| 2011-2012 | 5 |    |     |    |   | 46 pts | 26       | 13 | 7  | 6 | 44   | 34   | +10   |

## Personnalités du club

### Présidents du club
- Nandan Piramal
- Chirag Tanna

### Entraîneurs du club
- Stewart Hall (septembre 2007 - février 2008)
- Bernard McNally (février 2008 - mai 2008)
- Stewart Hall (juillet 2008 - mai 2009)
- Derrick Pereira (juin 2009 - mai 2013)
- Mike Snoei (juillet 2013 - mai 2014)
- Karim Bencherifa (juillet 2014 - mai 2015)
- Franco Colomba (mai 2015 - 2016)

### Anciens grands joueurs du club
- Edmar Figueira
- David Trezeguet

## Identité du club

### Emblème du club
L'emblème du club est un bouclier avec un lézard (ghorpad) encerclant un ballon de football. Pendant la bataille de Sinhagad (en) (1670), l'empereur marathe Chhatrapati Shivaji aurait utilisé selon la légende, ce lézard pour escalader les murs escarpés du fort de Sinhagad et s'en emparer (le fort est situé non loin de Pune, qui était alors la capitale de l'Empire marathe). Ainsi, le lézard sur le logo est destiné à servir d'inspiration pour le club, pour surmonter tous les obstacles et à réussir en Inde et en Asie. 
Les couleurs utilisées sont le rouge et l'or. Le rouge symbolise l'agression, le danger et la passion, tandis que l'or symbolise le succès et la victoire.

### Supporters du club
Le club est soutenu par des fans passionnés et souvent très bruyants qui viennent en nombre pour chaque match du Pune FC. Le slogan «Qui sommes-nous ... PFC!" est devenu un véritable hymne dans le stade. De plus en plus d'enfants sont présents dans les tribunes, ce qui est un signe positif pour le développement du football à Pune.

## Organismes

### Finances
Le Pune FC est l'un de ces clubs de football de la nouvelle génération, clubs promus par différents groupes de sociétés. Ainsi, le Groupe Ashok Piramal, qui a des intérêts commerciaux divers, a créé le club en août 2007. Le nom de Pune FC a été choisi simplement en fonction de la ville d'origine, Pune, restant en accord avec la tradition de nombreux clubs de football internationaux qui ont très bien réussi à attirer les foules, et s'opposant du même coup aux nombreux clubs qui prennent des noms de sociétés, d'investisseurs.

### PFC TV
PFC TV est une chaîne de télévision en ligne, créée par les dirigeants du Pune FC, et qui permet aux fans de suivre les résumés des matches, les dernières nouvelles du club, les interviews des joueurs, et plus encore.
PFC TV peut être visionnée sur punefc.com ou sur le compte Youtube du club. 
Le Pune FC est connu pour être le premier club indien à avoir créé sa propre chaîne de télévision.